# José Rubio (Schauspieler)
José Rubio Urrea (auch Pepe Rubio; * 10. September 1931 in Lubrín; † 15. März 2012 in Madrid) war ein spanischer Schauspieler.

## Leben
Rubio, Sohn eines Bergmannes, kam mit seinen Eltern 1939 nach Barcelona, wo er als Jugendlicher bis zu seinem Militärdienst in einer Textil- und einer Chemiefabrik arbeitete. Rubio debütierte 1952 in El divinmo impaciente von José María Permán auf der Bühne; nachdem er Francisco Rabal kennenlernte, der zu seinem väterlichen Freund wurde, kam er zum Ensemble der „Compañía Lope de Vega“, wo er unter José Tamayo in Sophokles’ König Ödipus besetzt wurde. Später feierte Rubio Erfolge am Teatro Español der spanischen Hauptstadt in Stücken wie Sechs Personen suchen einen Autor, Tod eines Handlungsreisenden und Don Juan Tenorio. Unter seinen anderen Rollen ragten die in Das Tagebuch der Anne Frank, Orpheus in der Unterwelt und Der Richter von Zalamea heraus. 1969 spielte er erstmals im fünfzehn Jahre lang und etwa 12.000 Mal auf dem Spielplan stehenden Erfolgsstück Enseñar a un sinvergüenza.
Der Sprung ins Kino gelang Rubio – nach zwei kleinen Rollen – 1959 mit La casa de la Troya; bekannte Filme unter seiner Mitwirkung sind Siempre es domingo (1961), El señor de la salle und Escala en Hi-Fi (beide 1963), Los guardiamarinas (1966), die Verfilmung von Enseñar a un sinvergüenza (1969), La casa de los Martínez (1971) und Blanca por fuera, rosa por dentro (1972). Ab Mitte der 1970er Jahre war er nur noch in einigen Fernsehserien mit Gastauftritten zu sehen.
Sein letzter professioneller Auftritt erfolgte 2006. 2008 erhielt er den „Premio Ercilla“ für sein Lebenswerk.

## Filmografie (Auswahl)
- 1959: El casa de la Troya
- 1961: Die Irrfahrten des Herkules (Goliath contro i giganti)
- 1964: Zorros grausamer Schwur (El Zorro cabalga otra vez)
- 1967: Glut der Sonne (Dove si spara di più)